# Comuna Butove, Starobilsk
Butove (în ucraineană Бутове) este o comună în raionul Starobilsk, regiunea Luhansk, Ucraina, formată din satele Butove (reședința) și Pișceane.

## Demografie
Componența lingvistică a comunei Butove
     Ucraineană (85,4%)
     Rusă (13,95%)
     Alte limbi (0,52%)
Conform recensământului din 2001, majoritatea populației comunei Butove era vorbitoare de ucraineană (85,4%), existând în minoritate și vorbitori de rusă (13,95%).